# Comuna Ston, Dubrovnik-Neretva
Ston este o comună în cantonul Dubrovnik-Neretva, Croația, având o populație de 2.407 locuitori (2011).

## Demografie
Componența etnică a comunei Ston
     Croați (98,5%)
     Necunoscut (0,08%)
     Neclasificat (1,2%)
Componența confesională a comunei Ston
     Catolici (97,71%)
     Necunoscută (0,46%)
     Alte religii (1,83%)
Conform recensământului din 2011, comuna Ston avea 2.407 locuitori. Din punct de vedere etnic, majoritatea locuitorilor (98,5%) erau croați. Apartenența etnică nu este cunoscută în cazul a 0,08% din locuitori. Din punct de vedere confesional, majoritatea locuitorilor (97,71%) erau catolici. Pentru 0,46% din locuitori nu este cunoscută apartenența confesională.